# Colosseo (metrostation)

Colosseo is een station aan lijn B van de metro van Rome dat op 9 februari 1955 geopend is.

## Geschiedenis
In 1935 stelde de gouverneur van Rome voor om een wereldtentoonstelling in Rome te organiseren, in 1937 was het plan uitgewerkt voor een tentoonstelling in 1942. Naast de tentoonstelling zelf omvatte dit ook een metrolijn tussen het tentoonstellingsterrein en het centraal station. Het ondergrondse deel van de metrolijn volgt de kortste weg tussen Porta San Paolo en het centraal station. Een van de drie tussenstations werd naast het Colosseum deels onder de heuvel en deels onder het plein gebouwd. De bouw begon in 1938 maar werd na twee jaar stilgelegd in verband met de Tweede Wereldoorlog. In 1948 werd de bouw hervat en op 9 februari 1955 opende de Italiaanse president de metro. De reizigers konden vanaf de volgende ochtend gebruik maken van de metro. 

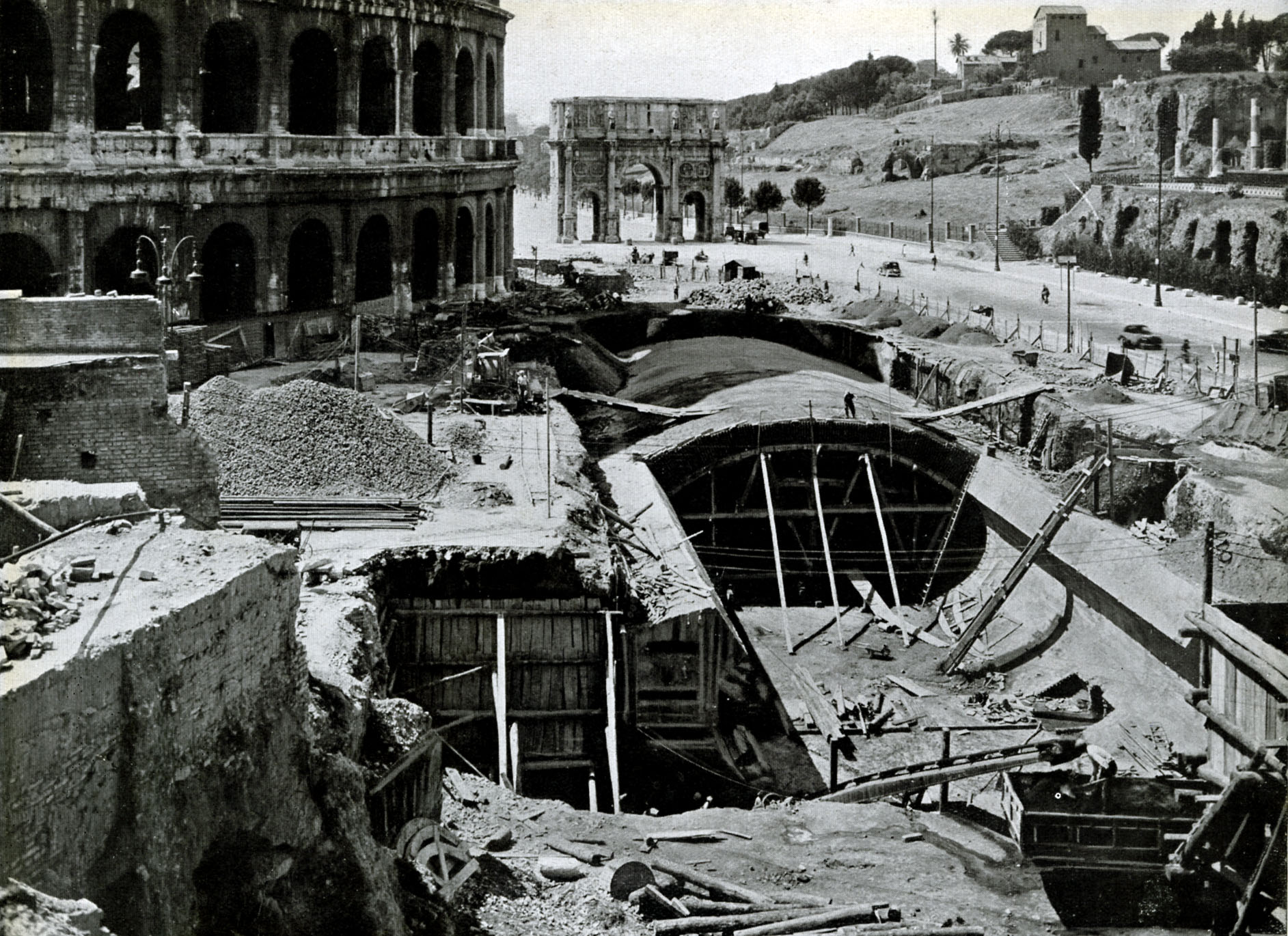
De bouwput naast het Colosseum in 1939.
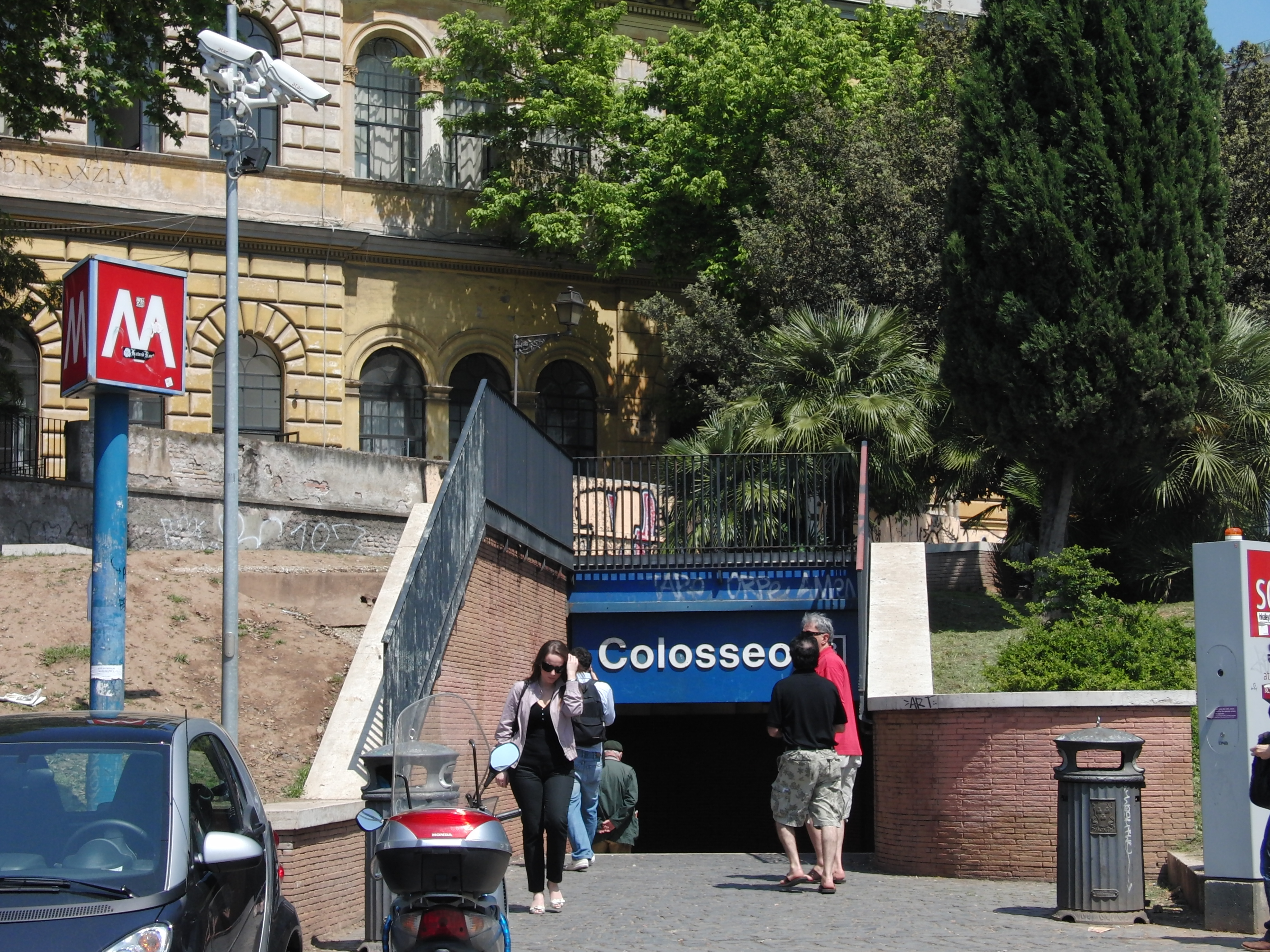
De bovenste ingang van het station.
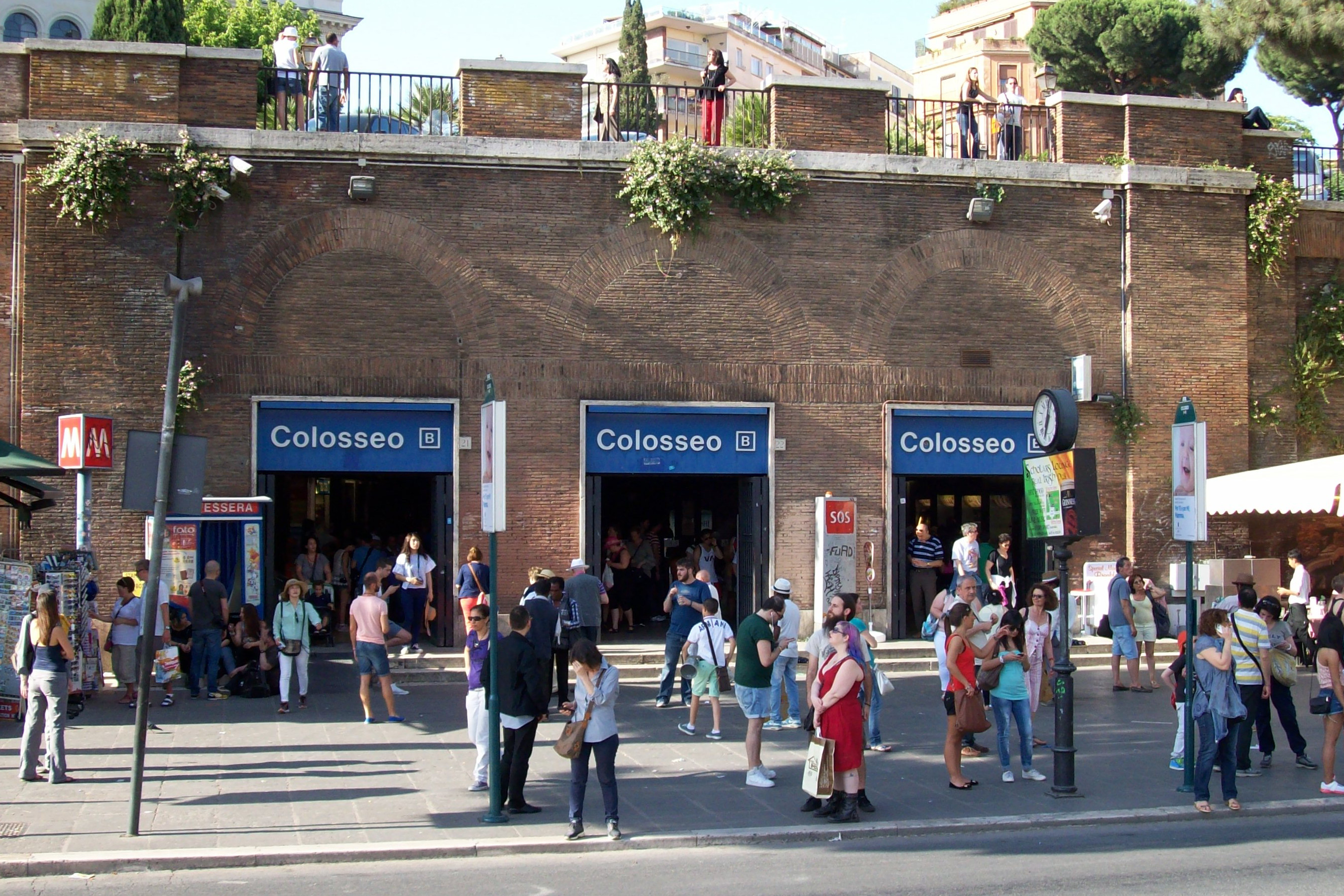
De onderste ingang van het station.

Na de opening van lijn A in 1980 kreeg de lijn langs het Colosseum de letter B. Vrij snel volgden plannen om ook de noordelijke en westelijke wijken van de stad op de metro aan te sluiten. In 1985 lag er een plan om de twee lijnen bij hun noordelijke eindpunten te vertakken om dit te bereiken. Deze vertakkingen zouden echter betekenen dat de trajecten onder de binnenstad verder belast zouden worden. Daarom werd begin 21e eeuw besloten tot de aanleg van twee extra lijnen (C en D) om extra capaciteit te creëren, in 2005 werden de plannen voor lijn C gepresenteerd. Door de binnenstad wordt ten westen van de Piazza Venezia het traject gevolgd dat al in 1941 voor lijn C was vastgelegd, ten oosten van de Piazza Venezia loopt de lijn langs het Colosseum en de zuidrand van het centrum naar de oostelijke voorsteden. In 2010 begonnen de voorbereidingen bij Colosseo en in 2013 werd begonnen met de bouw van de verdeelhal en de perrons haaks op de bestaande aan lijn B. In 2005 werd gemikt op een opening in 2015 maar dat is uitgesteld tot 2024.

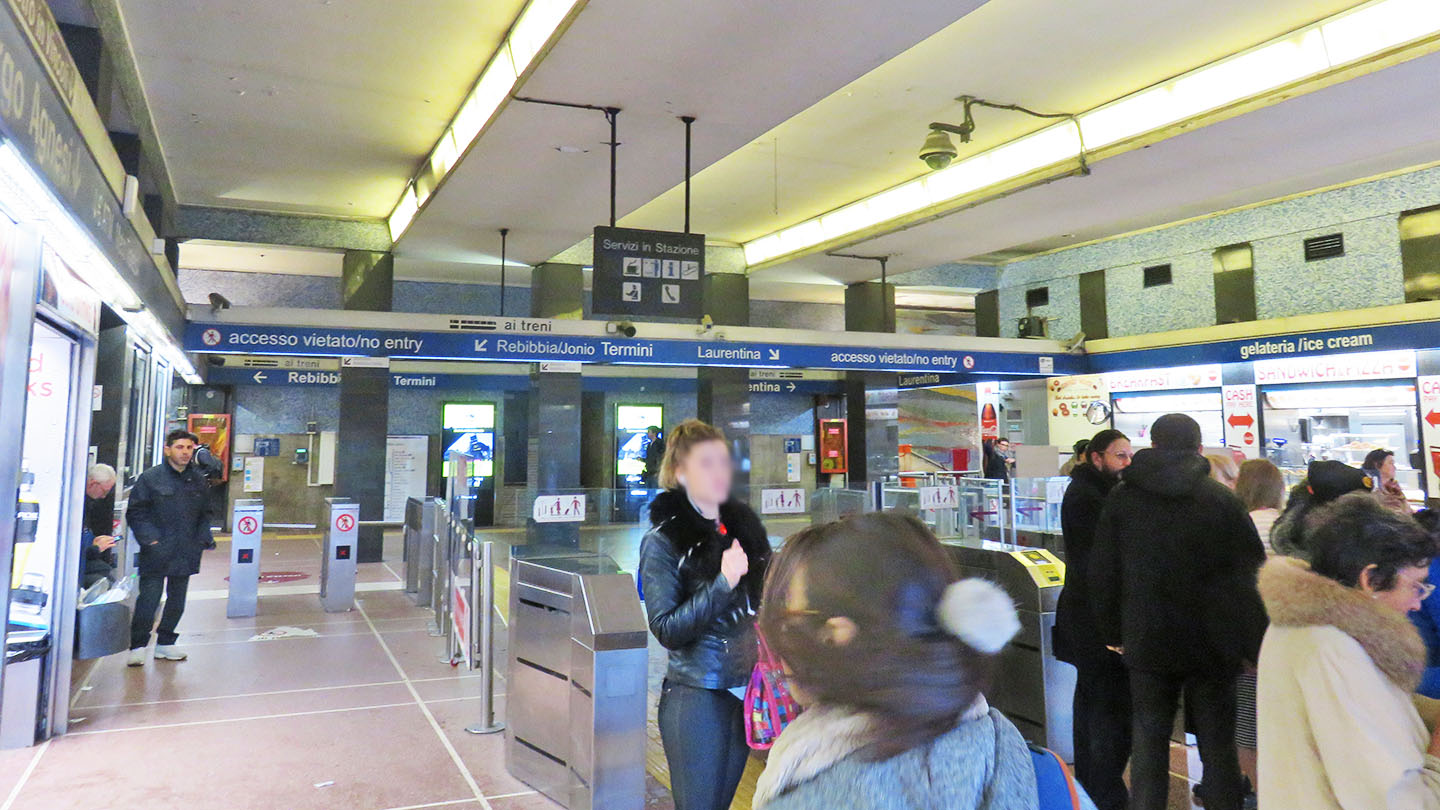
De stationshal.
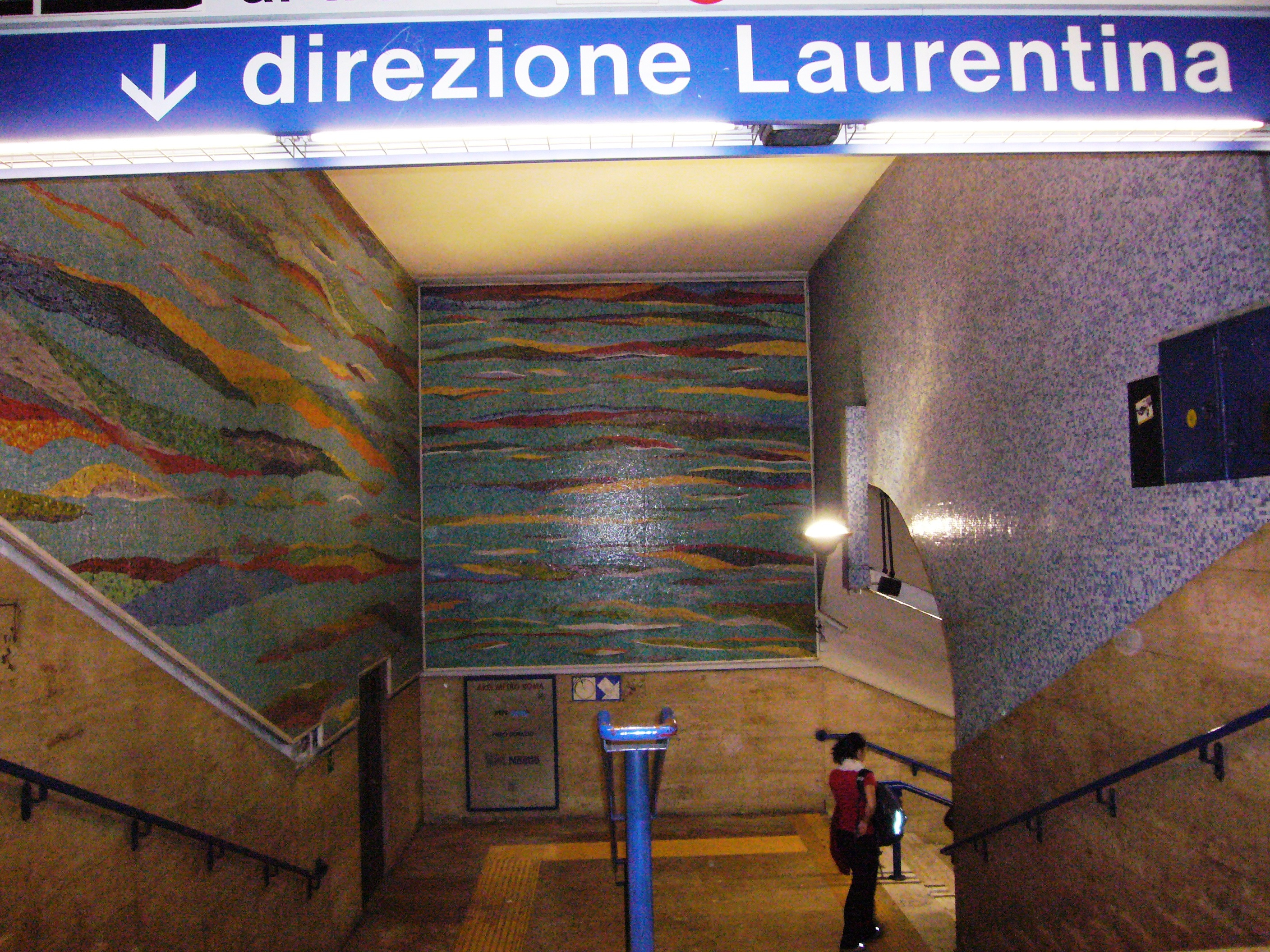
het mozaïek boven de oostelijke trappen tussen hal en perron.
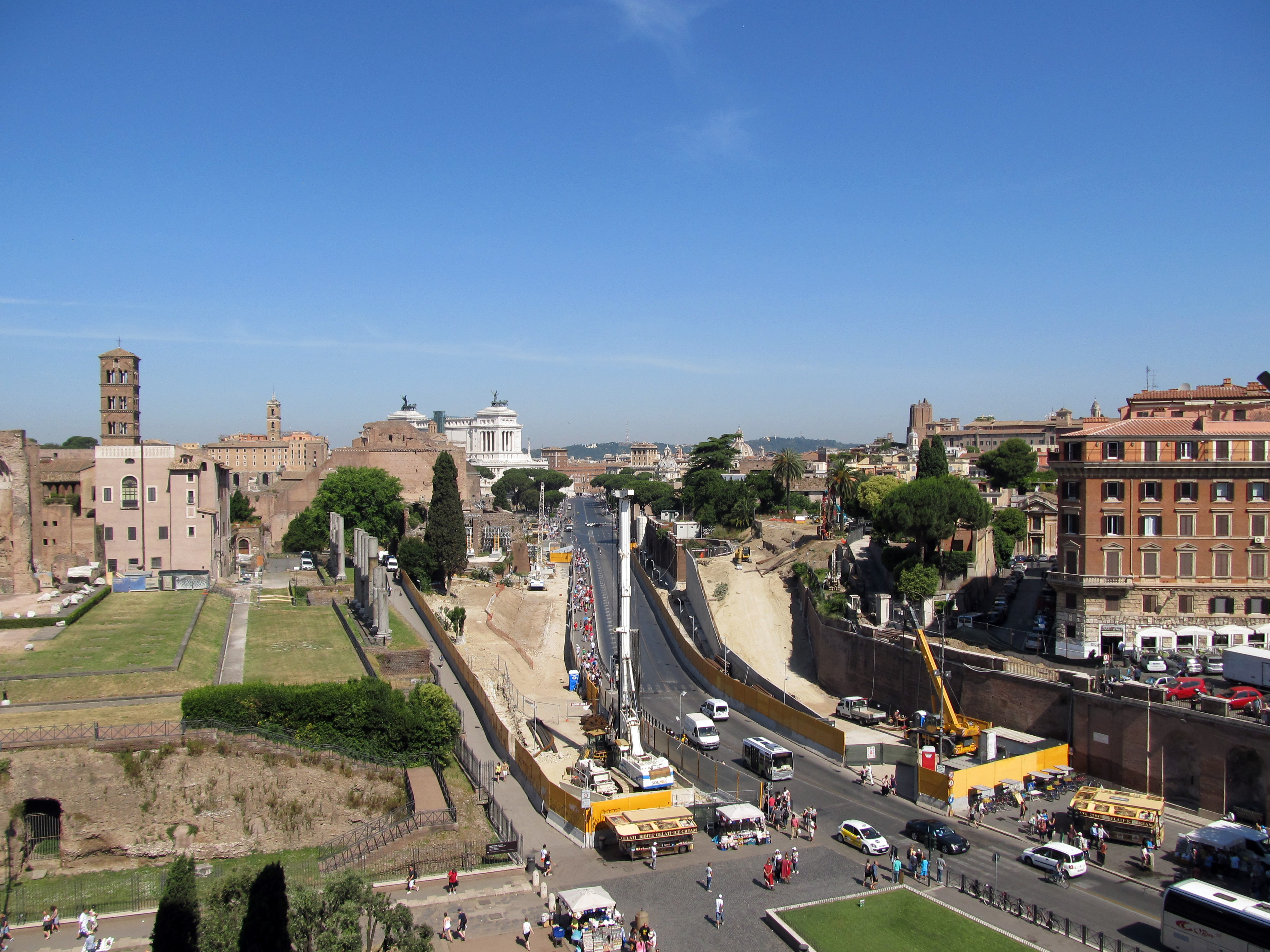
De bouwplaats gezien vanaf het Colosseum in 2014.

## Ligging en inrichting
De stationshal ligt in de zuidwestelijke uitloper van de Esquilijn op hetzelfde niveau als het Piazza del Colosseo. Aan het plein zijn drie toegangen en op het plein boven de stationshal, de Largo Gaetana Agnesi, is eveneens een toegang. De perrons en sporen liggen onder een gewelf dat direct onder straatniveau met de openbouwputmethode is gebouwd. De stationshal en de perrons zijn onderling met vaste trappen vebonden die ongeveer in het midden van de perrons liggen. Iets ten zuiden van deze trappen wordt een verbindingstunnel gebouwd naar de ondergrondse verdeelhal die onder de Via dei Fori Imperiali wordt aangelegd. De trappenhuizen zijn in het kader van de ArteMetro-Romaprijs opgesierd met mozaïeken van de hand van de kunstenaars Piero Dorazio, Kenneth Noland en Emil Schuhmacher. De tunnelbuizen van lijn C lopen op niveau -3 onder lijn B en de nieuwe verdeelhal.